# カラカル (ルーマニア)
カラカル（ルーマニア語: Caracal）は、ルーマニアのオルテニア地方、オルト県にある都市。ジュー川とオルト川の下流部に位置し、一帯の肥よくな平原で生産される穀物などの交易で栄えた。人口はおよそ3万4000人で、この地域では二番目に大きい街である。

## 歴史
地名の由来には「黒い砦」という意味のクマン語（karaは「黒い」、kalは「砦」の意。後者はアラビア語ではqal'at、トルコ語ではkaleと呼ばれる）からという説、ヤマネコのカラカル（トルコ語で「黒い耳」を意味するkarakulakが語源とされる）からという説、またこの地域に要塞を築いたとされるローマ帝国のカラカラにちなむという説などがある。
19世紀終わりから20世紀前半にかけて急激な発展を経験し、国内随一の穀倉地帯となった。ロマナツィ県の県都も置かれたが、第二次世界大戦と戦後の共産党体制が変革をもたらした。共産党体制はロマナツィ県を廃止し、工業化計画を開始、カラカルは繊維産業により安定した経済発展を遂げた。しかし、1989年のルーマニア革命でニコラエ・チャウシェスク体制が崩壊すると、急速な市場経済化で多くの工場が閉鎖に追い込まれた。

## 出身有名人
- ミハーイ・ヴァニャ
- ゲオルゲ・アルジェシャヌ
- マリウス・ブネスク
- ヴィルジル・カリアノポル
- ミトラケ・クリスティアン
- ダン・ディアコネスク
- アウレリアン・ティトゥ・ドゥミトレスク
- ヤンク・ジャーヌ
- ヨン・レマル
- マリウス・トゥカ
- ソリン・D・ポペスク